# Heteropolikwasy
Heteropolikwasy – polikwasy powstałe przez kondensację cząsteczek różnych kwasów nieorganicznych, np. kwasu krzemowego i fosforowego. Znajdują zastosowanie np. jako centra katalityczne (po wbudowaniu w matrycę polimerową).